# Austrelaps
Az Austrelaps a hüllők (Reptilia) osztályába a  pikkelyes hüllők (Squamata) rendjébe és a mérgessiklófélék (Elapidae) családjába tartozó nem.
A nembe tartozó fajok Ausztrália területén honosak.

## Rendszerezés
A nembe az alábbi fajok tartoznak:
- törpe bronzkígyó (Austrelaps labialis)
- felföldi bronzkígyó (Austrelaps ramsayi)
- síkvidéki bronzkígyó (Austrelaps superbus)